# Oktoberkoret
Oktoberkoret er et dansk socialistisk kor, der blev oprettet i forbindelse med en kongres for Danmarks Kommunistiske Parti.

## Oktoberkorets start
I anledning af Danmarks Kommunistiske Partis (DKP) 25. kongres i 1976, søgtes der sangere til gennemførelse af et Brecht-program til start på kongressen. Ca. 50 sangere mødte op. Oktoberkoret blev herefter en realitet med deltagelse af omkring 30 medlemmer fordelt på alle stemmer. Efter nogen diskussion om korets navn vedtog man, at koret, der hører til på venstrefløjen, skulle hedde Oktoberkoret. Naturligvis i relation til oktoberrevolutionen i Rusland i 1917.

## Højdepunkter i korets historie
1979 havde DKP 60 års jubilæum. I den anledning blev koret udvidet til 250 medlemmer, som sang ved partiets jubilæumsfest i Brøndbyhallen.
1986 optrådte koret ved en koncert på Glyptoteket. Samme år deltog koret i den danske kulturuge i Ukraine.
1988 dirigerede Mikis Theodorakis koret til opførelsen af egne kompositioner på Land & Folk festivalen.
1989 opførte Oktoberkoret Thedorakis/Pablo Nerudas ”Canto General” i Falkonercentret.
1995 sang Oktoberkoret bl.a. den Cubanske nationalsang med Fidel Castro som tilhører i Falkonercentret. 5-6000 mennesker så med ved storskærme uden for centeret. Castro var i København i anledning af det sociale topmøde.
På trods af korets erklærede politiske ståsted optrådte Oktoberkoret i 1996 ved åbningen af København som Europas kulturby med bl.a. kronprins Frederik som tilhører.
2002 fejrede Oktoberkoret 25 års jubilæum sammen med Røde Horn, som samme år havde 20 års jubilæum.
2006 uropførte koret ved flere koncerter en kantate komponeret af den svenske dirigent og komponist Håkan Carlsson bygget over Bertolt Brechts Svendborger Gedichte. I 2008 og 2009 blev kantaten opført flere steder i Danmark og Sverige og i Berlin med Håkan Carlsson som dirigent af koret og blæserorkesteret Röda Kapellet (sv) fra Lund. I oktober 2010 blev kantaten opført i Lund til den årlige korfestival.
I efteråret og vinteren 2009 opførte koret Mikis Theodorakis og Pablo Nerudas Canto General sammen med flere andre kor.

## Oktoberkoret i dag
Oktoberkoret dirigeres i dag af Jørgen-Allan Christiansen kendt for sin mangeårige ledelse af koret Barbarossa. Der øves på Pædagoguddannelsen Sydhavn, Sydhavns Plads 4 hver mandag fra kl. 19.15 til 21.45 i sæsonen fra september til og med maj måned.
Der er ca 35 medlemmer i koret fordelt på stemmerne sopran, alt, tenor og bas. Oktoberkoret optager gerne nye medlemmer og der er ingen optagelsesprøve.